# Dziewieniski Historyczny Park Regionalny

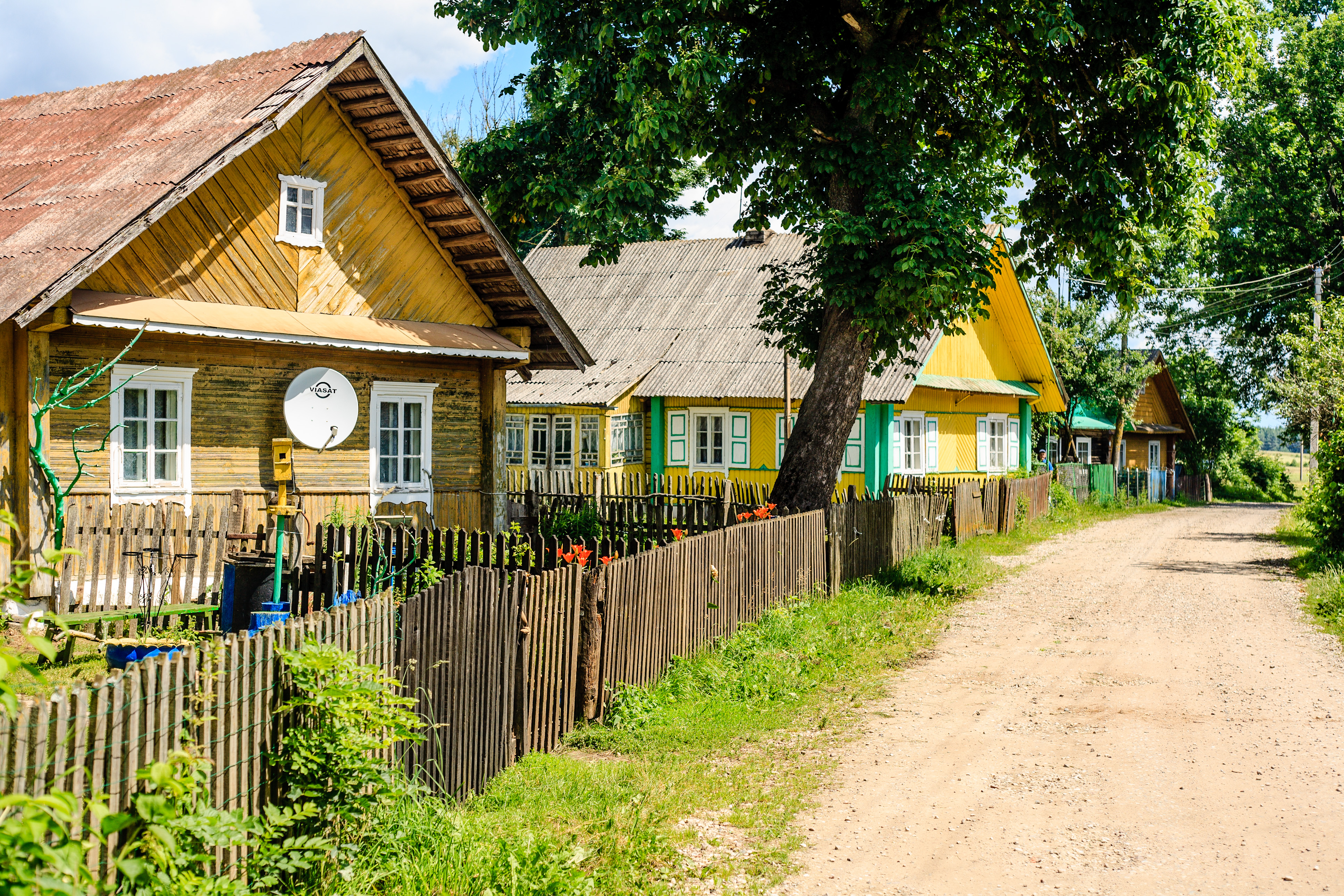
Dziewieniski Historyczny Park Regionalny

Dziewieniski Historyczny Park Regionalny (lit. Dieveniškių istorinis regioninis parkas) - park regionalny na Litwie, położony we wschodniej części Dzukii, przy granicy z Białorusią. Utworzony został w 1992 r. i obejmuje powierzchnię 8 747 ha.